# 拜布加河

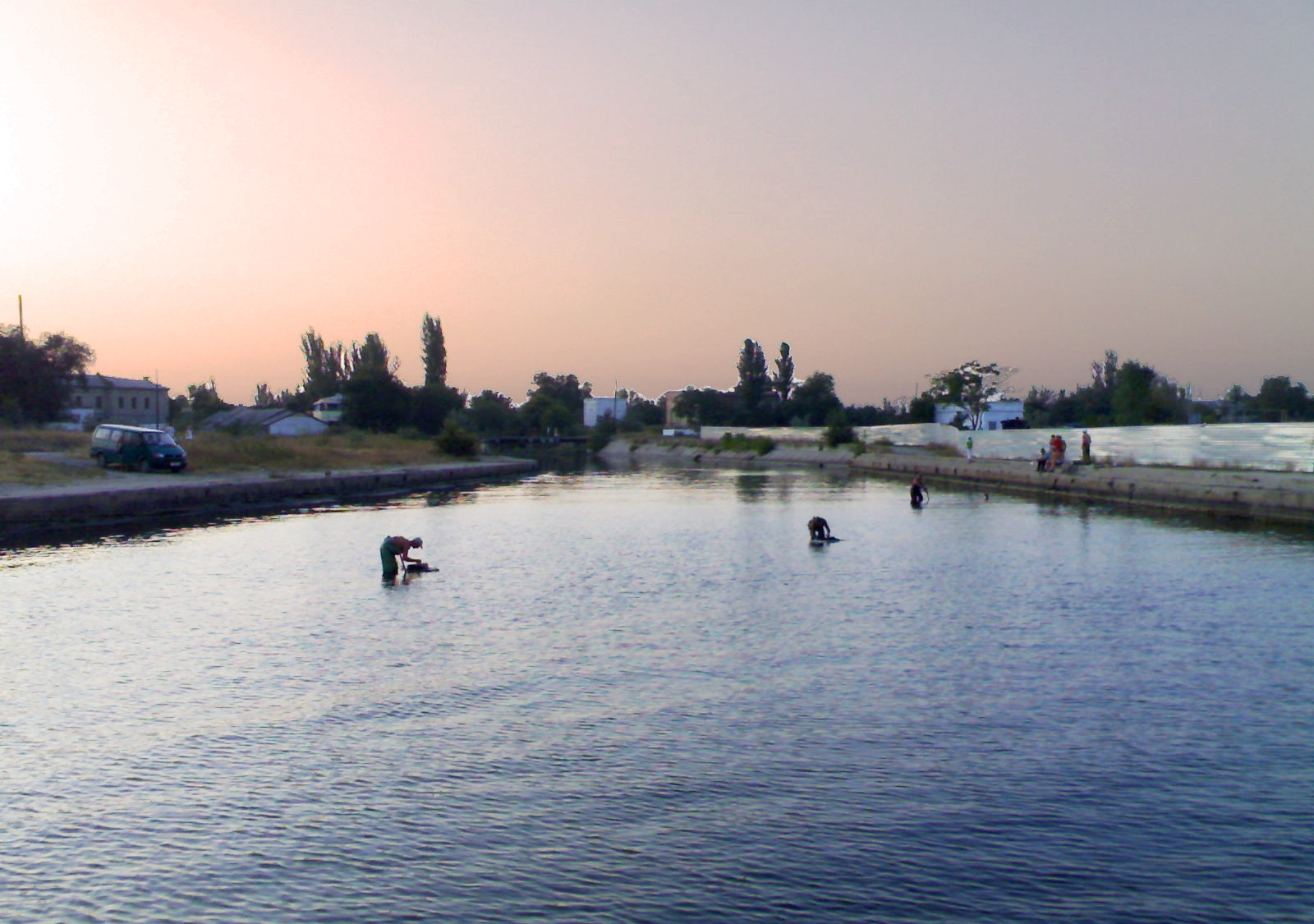

拜布加河（俄语：Байбуга），是俄羅斯或烏克蘭的河流，位於克里米亞共和國，河道全長20公里，流域面積111平方公里，發源自克里米亞山脈，最終注入費奧多西亞灣。